# Малое Колесово
Ма́лое Ко́лесово — село в Кабанском районе Бурятии. Входит в сельское поселение «Колесовское».

## География
Расположено на левобережье реки Селенги, в 11 км к северо-западу от районного центра, села Кабанска, и в 2 км севернее центра сельского поселения, села Большое Колесово, на 20-м километре республиканской автодороги 03К-040 Береговая — Кабанск — Посольское. К северу от села лежит дельта Селенги.

## Население
| 2002 | 2010 |
| ---- | ---- |
| 256  | ↘213 |